# Zeritis leonina
Zeritis leonina är en fjärilsart som beskrevs av Sharpe 1890. Zeritis leonina ingår i släktet Zeritis och familjen juvelvingar. Inga underarter finns listade i Catalogue of Life.